# Kiskorpád
Kiskorpád is een plaats (község) en gemeente in het Hongaarse comitaat Somogy. Kiskorpád telt 986 inwoners (2001).